# Vagos
Pour les articles homonymes, voir Vagos (homonymie).
Vagos est une municipalité (en portugais : concelho ou município) du Portugal, située dans le district d'Aveiro et la région Centre.

## Géographie
La municipalité est géographiquement divisée en deux zones distinctes, séparées par la ria d'Aveiro.
Elle est limitrophe :
- au nord, d'Ílhavo,
- au nord-est, d'Aveiro,
- à l'est, d'Oliveira do Bairro,
- au sud-est, de Mira.

La municipalité dispose en outre d'une façade maritime, à l'ouest, sur l'océan Atlantique.

## Démographie
| 1801  | 1849  | 1900   | 1930   | 1960   | 1981   | 1991   | 2001   | 2004   |
| ----- | ----- | ------ | ------ | ------ | ------ | ------ | ------ | ------ |
| 4 047 | 6 961 | 11 954 | 15 860 | 20 250 | 18 548 | 19 068 | 22 017 | 23 205 |

| 2011   | - | - | - | - | - | - | - | - |
| ------ | - | - | - | - | - | - | - | - |
| 22 851 | - | - | - | - | - | - | - | - |

## Subdivisions

Carte des paroisses de Vagos.

Depuis la loi no 11-A/2013 du 28 janvier 2013, portant réorganisation administrative du territoire des freguesias, la municipalité de Vagos est subdivisée en 8 paroisses (freguesia en portugais) contre 11 auparavant :
- Calvão
- Fonte de Angeão e Covão do Lobo (fusion de Fonte de Angeão et Covão do Lobo)
- Gafanha da Boa Hora
- Ouca
- Ponte de Vagos e Santa Catarina (fusion de Ponte de Vagos et Santa Catarina)
- Santo André de Vagos
- Sosa
- Vagos e Santo António (fusion de Vagos et Santo António de Vagos)

## Jumelages
Léon (France) depuis 2000